# Петдесет и шести конгрес на Македонската патриотична организация
Петдесет и шестият конгрес на Македонските патриотични организации (МПО) се провежда от 3 до 6 септември 1977 година в Диърборн, Мичиган, САЩ. Задачата на организацията е подчертана като освобождението на българите в Македония по легален път, да държи отворен Македонския въпрос, да поддържа идеята за „Независима Македония“.